# Olympische Sommerspiele 1988/Teilnehmer (Cayman Islands)
| Gelbes Symbol für Goldmedaillen mit stilisierten Olympischen Ringen | Graues Symbol für Silbermedaillen mit stilisierten Olympischen Ringen | Braundes Symbol für Bronzemedaillen mit stilisierten Olympischen Ringen |
| ------------------------------------------------------------------- | --------------------------------------------------------------------- | ----------------------------------------------------------------------- |
| —                                                                   | —                                                                     | —                                                                       |

Die Cayman Islands nahmen an den Olympischen Sommerspielen 1988 in Seoul, Südkorea, mit einer Delegation von acht Sportlern (sieben Männer und eine Frau) teil.

## Teilnehmer nach Sportarten

### Leichtathletik
- Michelle Bush
Damen, Marathon: 52. Platz

- Paul Hurlston
Herren, Speerwurf: 37. Platz in der Qualifikation

### Radsport
- Nicholas Baker
Herren, 100 Kilometer Mannschaftszeitfahren: 27. Platz

- Alfred Ebanks
Herren, 100 Kilometer Mannschaftszeitfahren: 27. Platz

- Craig Merren
Herren, 100 Kilometer Mannschaftszeitfahren: 27. Platz

- Perry Merren
Herren, Straßenrennen: 58. Platz

- Richard Pascal
Herren, Straßenrennen: 102. Platz
Herren, 100 Kilometer Mannschaftszeitfahren: 27. Platz

- Michele Smith
Herren, Straßenrennen: DNF
Herren, Sprint: 2. Runde
Herren, 1000 Meter Einzelzeitfahren: 28. Platz
Herren, Punkterennen: Vorrunde